# 荊山 (山脈)
荆山位于中国湖北省西部,长约150公里，海拔在1200～1800米之间。荆山主峰聚龙山，海拔1852米。长江支流沮河、漳河以及汉江支流蛮河发源于此山。

## 延伸阅读
[在维基数据编辑]
 《欽定古今圖書集成·方輿彙編·山川典·荊山部》，出自陈梦雷《古今圖書集成》